# Ichneumon ohtaniensis
Ichneumon ohtaniensis là một loài tò vò trong họ Ichneumonidae.